# Station Stara Kraśnica
Station Stara Kraśnica is een spoorwegstation in de Poolse plaats Stara Kraśnica.